# Million Dollar Abie
«Million Dollar Abie» (с англ. — «Эйб на миллион») — шестнадцатый эпизод семнадцатого сезона мультсериала «Симпсоны». Впервые показан на канале Фокс 2 апреля 2006 года.

## Сюжет
Когда комиссар национальной лиги по американскому футболу Бад Армстронг хочет расширить лигу, Гомер выдвигает предложение, чтобы получить новую франшизу в Спрингфилде. Сначала его семья думает, что он не сможет это сделать, но Гомеру удается выдвинуть удивительно сильные аргументы в защиту новой спортивной команды Спрингфилда.
Комиссар сужает выбор до двух городов — либо Спрингфилда, либо Лос-Анджелеса. Лос-Анджелес запускает анти-Спрингфилдское видео с участием Роба Райнера и песней двойников знаменитостей. Но владельцы франшизы решают, что Спрингфилд — меньшее из двух зол, и комиссар присуждает ему победу. В городе начинается ажиотаж по поводу этого события. В сжатые сроки строится новый парк Гомера, город окрашивают в цвета команды (оранжевый и фиолетовый) и меняют все названия улиц на имена, связанные с футболом (например, Двухочковый Проспект, Бульвар Межсезонной Операции На Колене).
В день, когда в Спрингфилде официально объявляют о создании новой команды, комиссар Армстронг запутывается во всех новых названиях улиц и теряется. Он останавливается, чтобы узнать дорогу к дому Симпсонов, и его приветствует дедушка Симпсон. Как оказалось, дедушка смотрел телевизионную программу о тайных грабителях, которые действуют так же, как комиссар (просят позвонить по телефону, сходить в туалет, а иногда фотографируют детей дома). Дедушка подкрадывается к Армстронгу со спины и оглушает его клюшкой для гольфа. Остальные члены семьи возвращаются домой, разочарованные тем, что комиссар не появился, и потрясены, обнаружив, что он находится связанным в их гостиной. Комиссар яростно заявляет, что ни он, ни лига никогда не вернутся в Спрингфилд, закончив историю команды ещё до того, как она началась.
После этого весь город начинает ненавидеть дедушку, а дорогой стадион приходится использовать для фермерских рынков, и даже его зубные протезы отказываются улыбаться ему. Дедушка находится в депрессии и решает найти доктора Эгояна, который сможет помочь ему совершать самоубийство при помощи будки самоубийств под названием «diePod». Врач советует дедушке ещё раз всё обдумать, и дедушка решает, что если кто-нибудь позвонит ему ближайшие 24 часа, он откажется от своего плана. Так и не дождавшись звонка, дедушка возвращается в клинику на следующий день. Чтобы сделать процедуру более приятной, по просьбе дедушки перед ним проецируют кадры избиения хиппи полицией, под сопровождение музыки оркестра Гленна Миллера. Дедушка очень близок к смерти, но шеф Виггам вовремя останавливает процедуру, сообщая доктору, что избиратели отменили Спрингфилдский закон об ассистированном самоубийстве.
Дедушка думает, что умер, и бежит по городу, видя «небеса из гамбургеров» и подражателя Чарли Чаплина. Вскоре он узнает, что не умер, получает новую жизнь и решает жить без страха. Между тем город решает превратить неиспользуемый футбольный стадион в арену для боя быков. Несмотря на протесты Лизы, поскольку она вегетарианка, дедушка решает стать матадором. Дедушка выигрывает свой первый бой с быком, но дома Лиза говорит дедушке, что она хочет, чтобы он перестал причинять боль и убивать животных. Дедушка говорит ей, что люди болеют за его успех, но Лиза говорит, что она всегда болела за него. Дедушка не уверен в этом, но в следующем бою он видит быка, которого собирается убить, и решает сохранить ему жизнь.
Он освобождает всех быков, которые бегут по улицам Спрингфилда, вызывая большие разрушения и ранения жителей. Один бык поднимается на лифте в пресс-ложу и атакует диктора, который пародирует испаноязычного футбольного диктора Андреса Кантора. Лиза гордится дедушкой.
Эпизод пародирует название фильма «Малышка на миллион».

## Отзывы
Эпизод получил неоднозначные рецензии зрителей.